# Chen Shui-bian
Chen Shui-bian (陳水扁, Chén Shuǐbiǎn; Distretto di Guantian, 12 ottobre 1950) è un politico taiwanese.
È stato presidente della Repubblica di Cina dal 20 maggio 2000 fino al marzo 2008 (ufficialmente maggio 2008). Appartenente al Partito Progressista Democratico (DPP), che ha da sempre lottato per l'indipendenza di Taiwan dalla Cina, Chen Shuibian (陳水扁) ha ereditato questa tradizione, mantenendosi inflessibile sull'indipendentismo taiwanese, il che non gli ha impedito tuttavia  di manifestare posizioni molto più concilianti su moltissime altre questioni politiche sia interne che estere.
Dopo aver vinto di stretta misura il secondo mandato per le elezioni presidenziali del 2004, la sua seconda presidenza è stata oscurata da alcuni scandali. Il 3 novembre 2006 sua moglie e tre altri funzionari di rilievo dell'ufficio presidenziale sono stati accusati di appropriazione indebita di 460.000 dollari da fondi governativi. L'11 settembre 2009 un tribunale di Taipei ha riconosciuto Chen Shui-bian colpevole del reato di corruzione e appropriazione indebita condannandolo alla pena dell'ergastolo, poi ridotta a 19 anni di carcere.

## Biografia
Diversamente da molti altri eminenti politici di Taiwan, Chen è di umili origini. Nato da una famiglia di fattori nel distretto di Guantian, nella contea di Tainan nel 1950, venne iscritto regolarmente all'ufficio anagrafe soltanto il 18 febbraio 1951 poiché si dubitava che potesse sopravvivere subito dopo la sua nascita per gravi problemi di salute.
Nel giugno 1968 venne ammesso alla Università Nazionale di Taiwan dove iniziò a studiare economia, ma passò alla facoltà di legge conseguendo brillanti risultati, e diventando presto il più giovane avvocato di Taiwan. Conseguì la laurea nel 1974 con una tesi in Legge Commerciale. Nel 1975 sposò Wu Shu-chen, figlia di un noto medico locale, dalla quale ha avuto una figlia Chen Hsing-yu, e un figlio, Chen Chih-Chung, che si è laureato nel 2005 in legge alla Università della California.
Dal 1976 al 1989 Chen ha collaborato con la Formosa International Marine and Commercial Law dove si è specializzato in diritto della navigazione ed ha curato i diritti per conto della Evergreen Marine Corporation.

### Ingresso in politica e attivismo democratico
Chen iniziò la sua carriera politica nel 1980 quando divenne difensore dei partecipanti alle manifestazioni pubbliche in favore di una maggiore democratizzazione del paese, che diedero luogo al cosiddetto incidente di Kaohsiung il 10 dicembre 1979. Alcuni dei partecipanti vennero giudicati da una corte militare e vennero difesi da Chen, il quale intendeva dare al suo operato anche un carattere politico. Nonostante il suo principale cliente, il leader del movimento democratico Huang Hsin-chieh, ed altri sette manifestanti, compresa la sua futura Vicepresidente Annette Lu, vennero tutti condannati, tuttavia la foga ed i discorsi vibranti di Chen furono commentati da tutta l'opinione pubblica taiwanese. A detta dello stesso Chen fu in questo periodo che egli si rese consapevole degli squilibri e delle ingiustizie del sistema su cui si reggeva la società taiwanese, e decise di impegnarsi politicamente entrando nelle file del movimento politico Tangwai. Nel 1981 Cheng venne eletto al Consiglio Comunale di Taipei come candidato del Tangwai dove restò in carica fino al 1985. Nel 1984 ha fondato il movimento di opposizione Civil Servant Public Policy Research Association che possedeva anche una testata dal titolo Neo-Formosa.
Il 12 gennaio 1985 Chen è stato condannato ad un anno di prigione per l'accusa di diffamazione per aver pubblicato un articolo in qualità di editore sul Neo Formosa contro Elmer Fung, il futuro membro del Kuomintang, che al tempo dell'editoriale era solo un professore di filosofia in un college. Dopo aver presentato appello contro questa condanna, Chen partecipò nel novembre dello stesso anno alle elezioni per la Contea di Tainan. Tre giorni dopo la sconfitta elettorale, mentre partecipava con la moglie ad una cerimonia pubblica di ringraziamento per i suoi sostenitori, quest'ultima venne investita da un camion, lasciandola completamente paralizzata dalla vita in giù. Molti lessero in questo incidente come il frutto di una campagna intimidatoria contro la lotta di opposizione di Chen. Più tardi lo stesso Chen, nella sua autobiografia, dichiarò di sentirsi in colpa nei confronti di suo suocero, al quale aveva promesso che la sua attività politica non avrebbe mai comportato nessun pericolo per la sua famiglia, nonostante le numerose minacce di morte ricevute e le intimidazioni provenienti dai suoi oppositori.
Nel maggio 1986 Chen si vide rifiutato il suo appello contro la condanna ad un anno di carcere, che scontò nel penitenziario di Tucheng, mentre era in carcere, sua moglie continuò la sua lotta politica e si candidò per le elezioni per lo Yuan legislativo, vincendo il suo seggio in questo organismo legislativo taiwanese. Dopo il suo rilascio, Chen mise la sua esperienza legale al servizio della carica politica di sua moglie, facendole da consigliere legale e collaboratore.
Nel 1989 Chen venne a sua volta eletto nello Yuan Legislativo e raggiunse la carica di Direttore Esecutivo del suo partito, il DPP. Con l'aiuto di alcuni rappresentanti del Kuomintang, divenne anche membro del Comitato di Difesa Nazionale. Nonostante venisse eletto nel 1992 per un altro incarico nello Yuan Legislativo per altri tre anni, Chen rassegnò le dimissioni appena un anno dopo per essere eletto sindaco di Taipei.

#### Sindaco di Taipei
Chen ottenne l'incarico di sindaco di Taipei nel 1994 anche grazie alla spaccatura politica dei suoi avversari politici del Kuomintang, che candidarono Huang Ta-chou, e una sua corrente dissidente che diede vita alla nuova formazione del Nuovo Partito Cinese con il suo candidato Chao Shaokong. Tuttavia, incapace di trovare politici di esperienza tra il gruppo di giovani collaboratori del suo partito, Chen dovette cedere molti ruoli chiave a diversi burocrati del Kuomintang.
Durante il suo mandato Chen ricevette numerose intimidazioni per la sua campagna di lotta al racket delle scommesse illegali e della prostituzione. Fu attivo anche nella lotta al degrado delle zone periferiche, facendo demolire diverse baraccopoli e facendo chiudere numerosi bordelli. Inoltre Chen rinominò numerose strade di Taipei eliminando la loro vecchia nomenclatura legata alla celebrazione delle personalità politiche del regime del Kuomintang, facendo addirittura demolire, in questa sua opera di bonifica ideologica, la residenza privata di uno dei più importanti personaggi del Kuomintang, Chiang Wei-kuo, figlio di Chiang Kai-shek.
Nonostante abbia poi ottenuto nelle nuove elezioni del 1998, più voti in percentuale della precedente campagna per l'elezione a sindaco di Taipei, perse il suo incarico a favore dell'astro nascente del Kuominatng, Ma Ying-jeou, successo dovuto in gran parte alla riconquista da parte del Kuomintang dell'elettorato che, in segno di protesta, aveva in precedenza appoggiato il Nuovo Partito Cinese.

#### Il primo incarico presidenziale

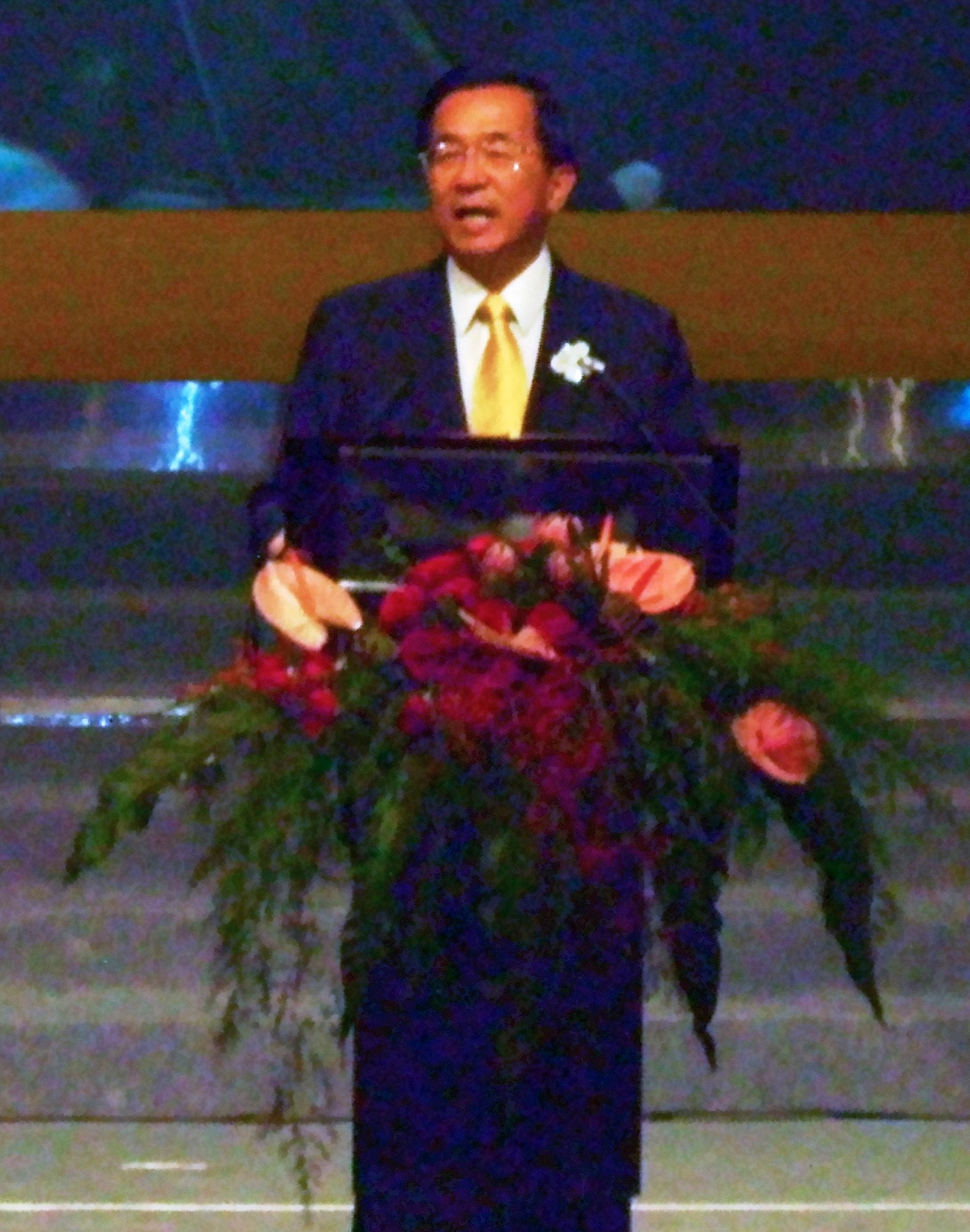
Chen Shui-bian mentre tiene il suo discorso di apertura al "2006 Taiwan Elite Sport Awards"

Riflettendo una situazione per molti versi simili alle elezioni del 1994, Chen vinse le elezioni presidenziali di Taiwan il 18 marzo 2000 con solo il 39% dei voti complessivi, grazie alla spaccatura creatasi all'interno del Kuomintang, dove un eminente figura come James Soong, in disaccordo con le linee guida del suo partito, si presentò come candidato indipendente, danneggiando il candidato ufficiale del Kuomintang, Lien Chan. Ereditando una macchina burocratica e amministrativa completamente nelle mani di personale fedele al Kuomaintang, Chen dovette tendere una mano ai suoi avversari politici, eleggendo alla carica di Primo Ministro della Repubblica di Cina, l'ex-generale Tang Fei, alto dirigente del Kuomintang, come segno della sua volontà di cooperazione. Per questo stesso motivo, solo metà del suo gabinetto era composto da membri del suo partito, in gran parte troppo inesperti ed incapaci di gestire problematiche politiche che andassero oltre il livello locale. Nonostante fosse un fervente indipendentista, Chen dovette moderare i toni in relazione alla tematica dell'indipendenza di Taiwan, e prese pubblicamente l'impegno di non dichiarare ufficialmente l'indipendenza nazionale e di non cambiare i simboli nazionali fintanto che la Repubblica Popolare Cinese avesse mantenuto l'impegno di non intervenire militarmente contro Taiwan. La presidenza di Chen ha dovuto affrontare non poche difficoltà, e tutte le misure per fronteggiarle sono state sempre osteggiate dalla triplice alleanza tra Kuomintang, Nuovo Partito Cinese e Primo Partito Popolare, chiamata anche Coalizione pan-azzurra.